# Trigonoptera trikora
Trigonoptera trikora là một loài bọ cánh cứng trong họ Cerambycidae.